# The Scottish Varsity
Ne doit pas être confondu avec The Varsity Match.
Le Scottish Varsity est une rencontre annuelle de rugby à XV disputée au mois de septembre, opposant les universités de St Andrews (en bleu) et d'Édimbourg (en vert). 
Les universités sont les deux fondatrices de la Scottish Rugby Union et leurs rencontres se tiennent depuis les années 1860, revendiquant le titre de plus vieux match universitaire du monde.
La Scottish Varsity a été ressuscitée en 2011 après une interruption de plus de 50 ans. Initialement joué à Londres, lors de la fête de la Saint-André, le match se tient depuis en septembre au Murrayfield Stadium à Édimbourg.

## Palmarès
| No. | Date              | Lieu                           | Vainqueur  | Score   |
| --- | ----------------- | ------------------------------ | ---------- | ------- |
| 1   | 30 novembre 2011  | Athletic Ground, Richmond      | Édimbourg  | 32 – 0  |
| 2   | 30 novembre 2012  | Athletic Ground, Richmond      | Édimbourg  | 28 – 8  |
| 3   | 28 septembre 2013 | Athletic Ground, Richmond      | St Andrews | 24 – 15 |
| 4   | 27 septembre 2014 | Athletic Ground, Richmond      | St Andrews | 17 – 12 |
| 5   | 26 septembre 2015 | Murrayfield Stadium, Édimbourg | St Andrews | 27 – 26 |
| 6   | 24 septembre 2016 | Murrayfield Stadium, Édimbourg | St Andrews | 24 – 12 |
| 7   | 23 septembre 2017 | Murrayfield Stadium, Édimbourg | Édimbourg  | 31 – 7  |
| 8   | 22 septembre 2018 | Murrayfield Stadium, Édimbourg | Édimbourg  | 26 – 15 |
| 9   | 21 septembre 2019 | Murrayfield Stadium, Édimbourg | Édimbourg  | 62 – 0  |
| 10  | 25 septembre 2021 | University Park, St Andrews    | St Andrews | 18 – 5  |
| 11  | 24 septembre 2022 | Peffermill, Édimbourg          | St Andrews | 24 – 14 |

## Bilan (depuis 2011)
| Total matchs | Victoires St Andrews | Victoires Édimbourg | Matchs nuls |
| ------------ | -------------------- | ------------------- | ----------- |
| 11           | 6                    | 5                   | 0           |